# Frederick Ponsonby (1er baron Sysonby)
Frederick Edward Gray Ponsonby (16 septembre 1867 - 20 octobre 1935) est un soldat britannique et un courtisan.

## Jeunesse
Connu sous le nom de Fritz, il est le deuxième fils du général Sir Henry Ponsonby et de son épouse l'hon. Mary Elizabeth Bulteel. Membre d'une branche cadette de la famille Ponsonby, il est le petit-fils du général Frederick Cavendish Ponsonby et l'arrière-petit-fils de Frederick Ponsonby (3e comte de Bessborough). Arthur Ponsonby (1er baron Ponsonby de Shulbrede), est son frère cadet.
Ses parrains et marraines sont l'empereur allemand Frédéric III et l'impératrice Victoria.

## Carrière militaire
Ponsonby est nommé sous-lieutenant dans les Grenadier Guards le 11 février 1888 et promu lieutenant le 2 juillet 1892. Il est promu capitaine le 15 février 1899 et sert dans le 3e bataillon de son régiment pendant la seconde guerre des Boers. Blessé à la fin de la guerre, il retourne au Royaume-Uni en avril 1902 . Il est ensuite promu lieutenant-colonel major et sert pendant la Première Guerre mondiale. Il écrit l'ouvrage d'histoire: Les Grenadier Guards dans la Grande Guerre de 1914-1918. 3 vol. Publié en 1920.

## Courtisan
Il occupe plusieurs postes à la cour, notamment comme Equerry-in-Ordinary de la reine Victoria de 1894 à 1901, gardien adjoint de la bourse privée et secrétaire privé adjoint de la reine Victoria de 1897 à 1901, du roi Édouard VII de 1901 à 1910 et du roi George V de 1910 à 1914; comme gardien de la bourse privée de 1914 à 1935 et comme lieutenant-gouverneur du château de Windsor de 1928 à 1935.
En 1906, Ponsonby est nommé compagnon de l'Ordre du Bain (CB). En 1910, il est promu au rang de Knight Commander (KCVO) et promu Knight Grand Cross (GCVO) dans les honneurs du Nouvel An 1921. En 1914, il est admis au Conseil privé. Dans les honneurs d'anniversaire de 1935, il est élevé à la pairie en tant que baron Sysonby, de Wonersh dans le comté de Surrey.

## Famille
Lord Sysonby épouse Victoria Ponsonby (en), fille du colonel Edmund Hegan Kennard, le 17 mai 1899, à la chapelle des gardes, Wellington Barracks. Elle devient plus tard un auteur de livres de cuisine bien connue. Ils ont trois enfants :
- Victor Alexander Henry Desmond Ponsonby (19 juin 1900 - 24 novembre 1900)
- Loelia Mary Ponsonby (1902–1993)
- Edward Ponsonby (en) (1903–1956).

Lord Sysonby est mort à Londres en octobre 1935, âgé de 68 ans, quatre mois seulement après son élévation à la pairie, et est incinéré au Golders Green Crematorium . Il est remplacé dans la baronnie par son fils survivant Edward. Lady Sysonby est décédée en 1955.
Son autobiographie Souvenirs de trois règnes, éditée et publiée à titre posthume en 1951, est complète, franche et divertissante. Nancy Mitford écrit à Evelyn Waugh qu'il y avait "un cri à chaque page" ,. Il publie également Letters of the Empress Frederick (1928) et publie Sidelights on Queen Victoria (1930).